# Tarzan und die verlorene Stadt
Tarzan und die verlorene Stadt (Originaltitel: Tarzan and the Lost City) ist ein Spielfilm aus dem Jahr 1998 von Carl Schenkel. Die Titelrolle wurde mit Casper Van Dien besetzt. Das Drehbuch stammt von Bayard Johnson und J. Anderson Black unter der Verwendung der Figuren von Edgar Rice Burroughs. In den USA kam der Streifen am 24. April 1998 ins Kino. In der Bundesrepublik Deutschland fand die Veröffentlichung auf Video am 27. April 1999 statt.

## Handlung
Kurz vor der Hochzeit mit seiner Verlobten Jane empfängt der mittlerweile in England lebende Tarzan einen Hilferuf seines alten Freundes, des Voodoopriesters Mugambe, der ihm als Vision erscheint. Bei der Bestattung des Stammeshäuptlings hat ein Trupp Wilderer das Dorf überfallen und ein goldenes Amulett, gedacht als Opferbeigabe für den Toten, entwendet und anschließend das Dorf niedergebrannt. Tarzan reist alleine nach Afrika. Das Amulett weist ihm den Weg in die heilige Stadt Opar. Mugambe bittet Tarzan, die weißen Männer um Herausgabe des Amulettes zu bitten. Andernfalls drohen die Eingeborenen mit einer großen Vernichtung. Der Häuptlingssohn Kaya misstraut Tarzan zwar, lässt ihn aber ziehen.
Tarzan stellt den Anführer der Wilderer, Ravens, zur Rede. Dieser hat die Inschrift des Amulettes entschlüsselt und nicht vor, es zurückzugeben. Im Gegenteil: Er trifft bereits Vorbereitungen zur Suche nach Opar. Jane ist Tarzan nachgereist und befindet sich nun in Misungu. Ravens entdeckt schnell, dass es sich bei der jungen Frau um die Verlobte Tarzans handelt. Als Tarzan die gefangenen Tiere der Wilderer freilässt, platzt Ravens der Kragen. Er gibt Anweisung, Jane aus dem Hotel zu entführen. Tarzan, der das Gespräch belauscht hat, gelingt es, vor Ravens Männern im Hotel zu sein und mit Jane in den Dschungel zu fliehen. In seinem alten Baumhaus angekommen schließt Jane schnell Freundschaft mit den Menschenaffen, die Tarzan als seine Familie bezeichnet. Die Eingeborenen berichten Tarzan, dass Ravens sich auf dem Weg nach Opar befinde. Kaya teilt die Meinung seines Medizinmannes über Tarzan nicht. Er hält ihn für überflüssig, da er in der Zivilisation weich geworden sei.
Jane gerät mit einem Teil der Schatzsucher in einen Schusswechsel. Bei dem Versuch, sie zu retten, wird Tarzan von einer Kobra gebissen. Raven gelingt es, Jane in seine Gewalt zu bringen, als sie seine Männer vom verletzen Tarzan weglockt. Mugambe erscheint und rettet Tarzan mittels Magie vor dem Tode. Ravens hat zwischenzeitig den verschütteten Zugang im Felsen zur heiligen Stadt entdeckt. Als die Bande ihre Sprengladungen anbringt, wird sie von Kaya und seinen Männern angegriffen. Ravens löst die Sprengladung durch einen gezielten Schuss aus, so dass sich die verbleibenden Männer in die Höhle retten können.
Statt zu folgen, beginnen die Eingeborenen den Zugang zu verschließen. Als Tarzan eintrifft und erfährt, dass Jane in der Höhle ist, bittet er Kaya, den Männern zu folgen. Der junge Häuptling stimmt zu. In den Höhlengängen geraten Ravens Männer in eine versteckte Falle und verlieren dadurch erneut einen Mann. Als auch Tarzan in die Falltür gerät, wird er von Ravens entdeckt. In dem folgenden Kampf gelingt es Tarzan, Jane aus den Händen der Schatzsucher zu befreien. Allerdings werden die beiden durch eine Sprengladung verschüttet. Kaya, der den Respekt an Tarzan wiedergewonnen hat, ist der Gruppe gefolgt und rettet ihn und Jane.
Sie folgen den Schatzsuchern nach draußen, wo die heilige Stadt Opar zu finden ist. Mugambe stellt sich als Beschützer Opars heraus, die Kugeln der Jäger prallen von ihm ab. Um Tarzan und Kaya zu unterstützen, lässt er aus den Gebeinen ihrer Ahnen eine Armee aus Kriegern entstehen. Lediglich Ravens gelingt die Flucht in den Tempel. Tarzan folgt ihm, und es kommt im Inneren des Tempels zum Zweikampf. Ravens überlistet Tarzan und gelangt so in die Hauptkammer. Als er sich auf den goldenen Thron setzt, verbrennt er durch den Fluch der Götter. Tarzan gibt Kaya das geraubte Amulett zurück. Die geplante Hochzeit zwischen Tarzan und Jane findet im Dschungel statt.

## Rezeption
Cinema betitelte den Streifen als „so dürftig wie Tarzans Bedeckung.“
Das Lexikon des internationalen Films urteilte, der Film sei mit „beachtlichem Aufwand inszeniert […]“, kranke jedoch an einem „einfältige[n] Drehbuch, ärmlichen Dialogen und einer wilden Stillosigkeit“.
Bei Rotten Tomatoes konnte der Film nur einen von 18 Kritikern und 22 Prozent der Zuschauer überzeugen.

## Synchronisation
| Rolle          | Darsteller        | Synchronsprecher |
| -------------- | ----------------- | ---------------- |
| Tarzan         | Casper van Dien   | Alexander Brem   |
| Archer         | Russel Savadier   | Kai Taschner     |
| Captain Dooley | Ian Roberts       | Hartmut Reck     |
| Jane           | Jane March        | Irina Wanka      |
| Mugambe        | Winston Ntshona   | Donald Arthur    |
| Nigel Ravens   | Steven Waddington | Randolf Kronberg |
| Schiller       | Gys de Villiers   | Mogens von Gadow |
| Wilkes         | Sean Taylor       | Gudo Hoegel      |